# アフリカ系アメリカ人公民権運動

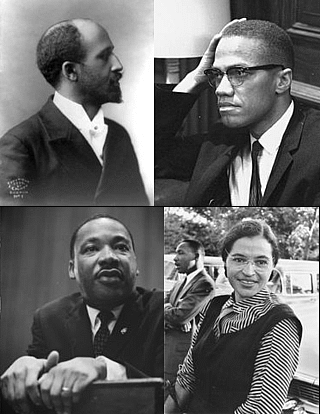
公民権運動に大きな影響をもたらした人物。上段左からW・E・B・デュボイス、マルコムX、マーティン・ルーサー・キング、ローザ・パークス

アフリカ系アメリカ人公民権運動（アフリカけいアメリカじんこうみんけんうんどう、African-American civil rights movement）とは、主に1950年代から1960年代にかけて、アメリカ合衆国の黒人（アフリカ系アメリカ人）が、公民権の適用と人種差別の解消を求めて行った大衆的な社会運動である。「公民権運動」も狭義には本記事の件を指している。

## 背景

### 公民権運動
1776年にイギリス本国（グレートブリテン王国）から独立したアメリカ合衆国では、かつての宗主国であるイギリスや、アイルランド、ドイツ、オランダなどのヨーロッパ諸国から移民として渡って来て、先住民を武力で放逐した白人が住民の多数を占め、彼らに奉仕する奴隷としてアフリカ大陸などから強制的に連れてこられていた黒人をはじめとした有色人種への差別が「合法」とされていた。
北アメリカにおける奴隷制度の導入は、1607年にイギリス人がバージニア植民地に初めて入植した直後に始められ、1776年に独立した後もそのまま続いた。
奴隷制度のもと、17世紀から19世紀にかけて、およそ1,200万人のアフリカ人が、政府とその委託を受けた業者により誘拐された上に取引されて、アメリカ大陸に強制的に連れて行かれ、そのうち5.4％（645,000人）が現在のアメリカ合衆国に連れて行かれた。1860年のアメリカ合衆国の国勢調査では、奴隷人口は400万人に達していた。

### 南北戦争と奴隷の「解放」

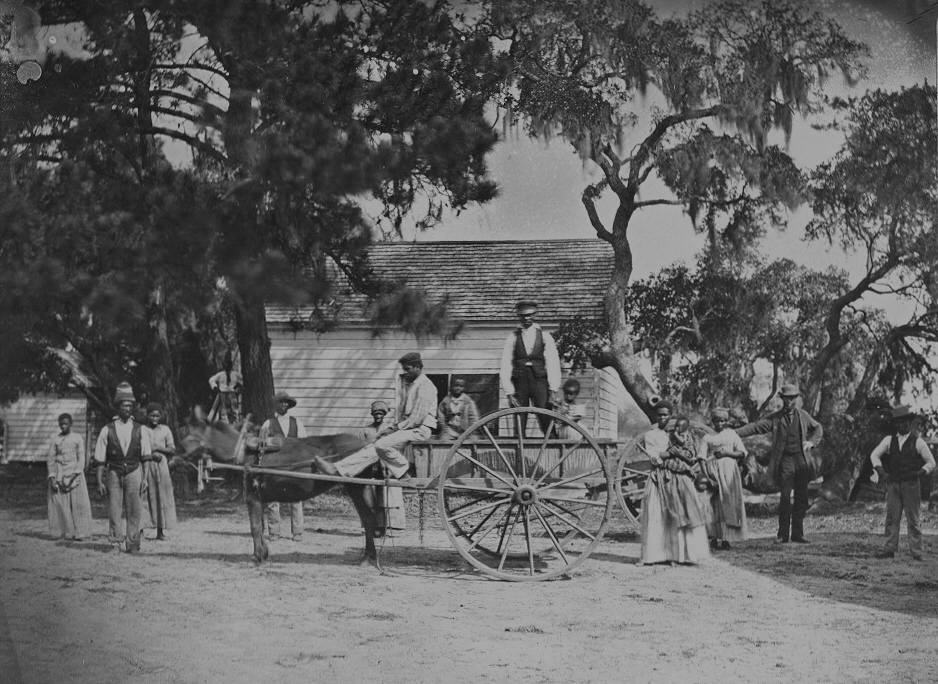
サウスカロライナ州の畑で働く黒人奴隷

アメリカに送られた奴隷の多くは、奴隷主との「奴隷契約」のもと、農業中心のプランテーション経済が盛んな南部で先住移民である白人の所有する綿花農場などで、過酷な条件の下で働かされていた。
しかしその後、奴隷制度の存続についての議論が盛んになったことで、1860年11月に行われた大統領選挙では奴隷制が争点のひとつになり、奴隷制の拡大に反対していた共和党のエイブラハム・リンカーンが当選した。
これに対して奴隷制度存続を主張するアメリカ南部諸州のうち11州が合衆国を脱退、アメリカ連合国を結成し、合衆国にとどまった北部23州との間で1861年に「南北戦争」が始まった。
南北戦争は奴隷制度の存続に批判的な北部が勝利する形で1865年に終結し、その後奴隷出身のフレデリック・ダグラスの尽力もあり、連邦議会が奴隷制度廃止や公民権の付与、黒人男性への参政権の付与を中心とした3つの憲法修正条項（アメリカ合衆国憲法修正第13条・14条・15条）を追加したことで、黒人奴隷の「解放」が表向きは実現したことになっていた。

### 人種差別の合法化

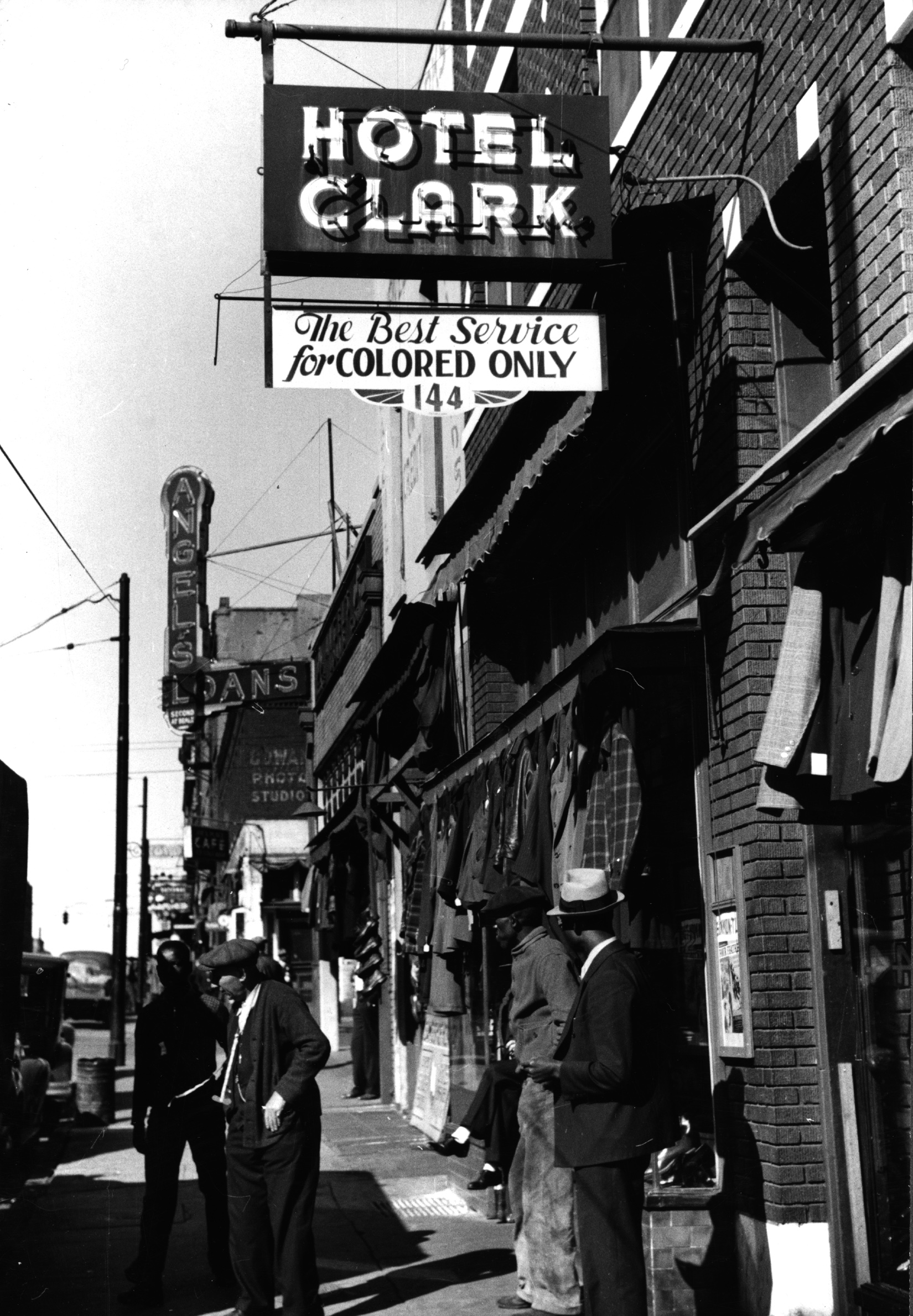
テネシー州の「有色人種専用ホテル」

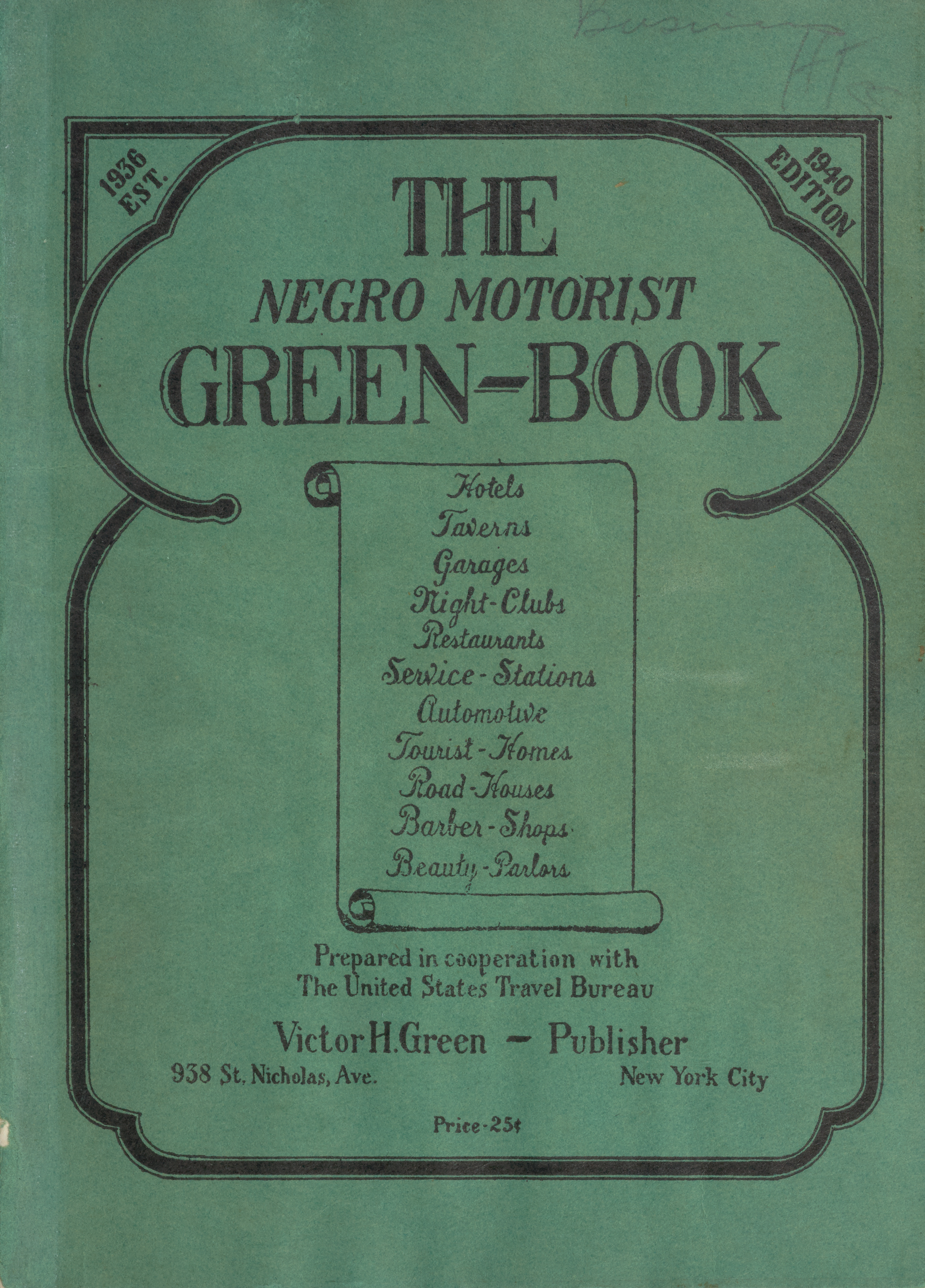
「グリーンブック」

しかし、1883年の公民権裁判での最高裁の判断は、「アメリカ合衆国で生まれた（または帰化した）全ての者に公民権を与える」とした「修正第14条は私人による差別には当てはまらない」とし、個人や民間企業によって公民権を脅かされた人々、特に先住民や黒人奴隷を全くを保護しなかった。
この判決は、1875年に制定され、公共施設での先住民や黒人への人種差別を禁止した公民権法のほとんどを、実質的に無効化した。さらに1890年にルイジアナ州は黒人と白人で鉄道車両を分離する人種差別法案を可決した。
これに対してルイジアナ州ニューオーリンズの反人種差別団体が「プレッシー対ファーガソン裁判」と呼ばれることになる裁判を起こしたものの、1896年5月18日に合衆国最高裁判所は、「分離すれど平等」の主義のもと、「公共施設での先住民や黒人分離は人種差別に当たらない」とする、事実上人種差別を容認する判決を下した。

### 「ジム・クロウ法」
この「プレッシー対ファーガソン裁判」の判決を元に、20世紀初頭には、南北戦争にやぶれるまで奴隷制度を合法としていた、ジョージア州やアラバマ州、ミシシッピ州などの南部諸州で、白人による黒人の「人種分離」が「合法的」に進められた。
この判決を受けて、南部諸州のみならずカリフォルニア州やテキサス州など国内の全州で、白人以外の全ての有色人種に対する制度的な差別が、1964年の公民権法制定までのあいだ「合法」行為として大手をふってまかり通ることとなった。
これらの人種分離法は一般に「ジム・クロウ法」と呼ばれ、アパルトヘイト政策下の南アフリカにおけるのと同様、交通機関や水飲み場、トイレ、学校や図書館などの公共機関、さらにホテルやレストラン、バーやスケート場などにおいても、白人が有色人種（非白人）全てを分離することを合法とするものだった。
さらに白人の経営するガソリンスタンドで給油を拒否されたり、同様に自動車整備工場で整備や修理を断られたり、旅宿では宿泊や食事の提供を拒まれたりといった他、物理的暴力や有色人種お断りの「サンダウン・タウン（英語版）」からの強制排除を受けたりもした。これらに対して、黒人が安全に旅行するために「黒人ドライバーのためのグリーン・ブック」というガイドブックさえもが作られた。
さらに「ジム・クロウ法」の下では、黒人と白人の結婚を事実上違法とする州法の存在が認められたほか、教育の機会が与えられなかったことから識字率の低い黒人の投票権を事実上制限したり、住宅を制限することも合法とされてきた。

### 白人による憎悪犯罪

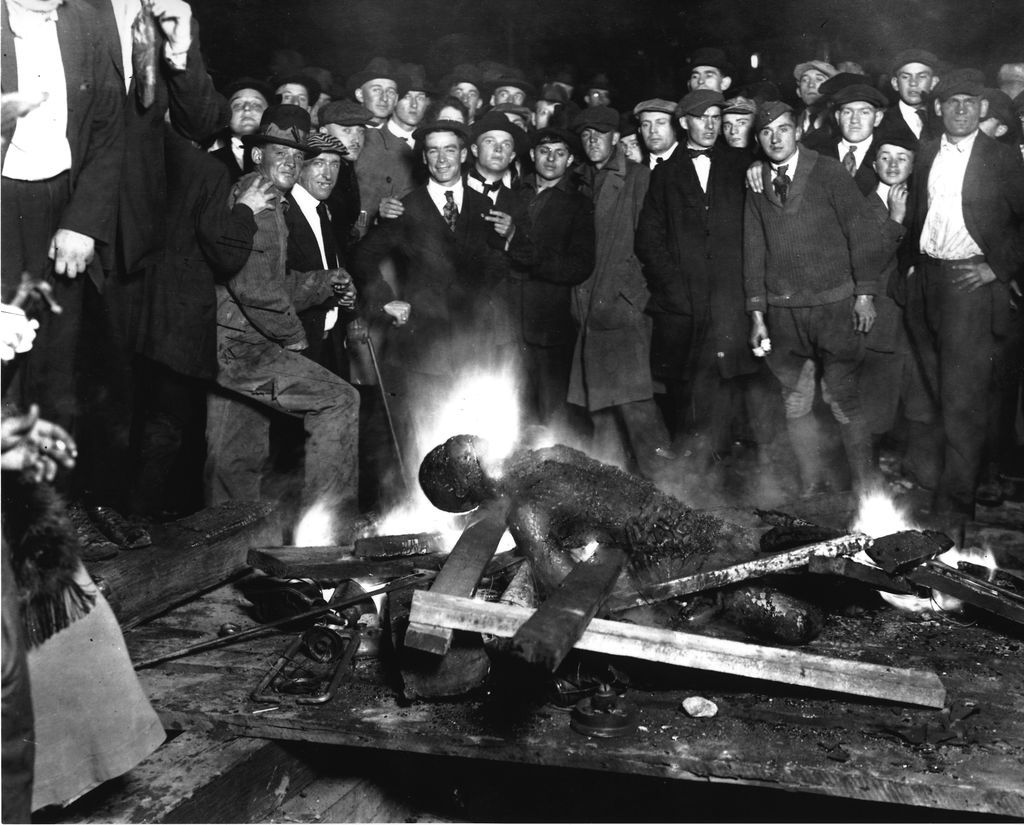
リンチを受け焼死させられるウィル・ブラウン。赤い夏のオマハ民族暴動（1919年）

これらの州においては、クー・クラックス・クラン（KKK）などの白人至上主義団体による黒人に対するリンチや、黒人の営む商店や店舗、住居への放火、さらにこれらの白人至上主義団体と同じような志向を持つ警察による不当逮捕や裁判所などによる冤罪判決などが、南部を中心に多発した（アメリカは自治体警察なので、警察長や保安官など責任者の意向が活動方針に強い影響を及ぼす。行き過ぎたと判断された場合は、FBIが乗り出す）。
黒人ジャーナリストのアイダ・B・ウェルズは黒人によるリンチ被害の統計を取り、その結果1890年代から1950年代までに4000件以上の黒人に対するリンチ事件が起きたことが明らかになっている。その多くは加害者である白人は何の罪を負うこともなく、さらに数百人の観衆の中で行われることもあった。またこれを恐れ、1914年から1950年までに100万人以上のアフリカ系アメリカ人が南部から北部や西部に大移動した。
その一方で、1930年8月にトーマス・シップとエイブラム・スミスのリンチ殺人事件が新聞報道されたことをきっかけに、ユダヤ人教師エイベル・ミーアポル（ペンネームのルイス・アレン名義で有名）は事件をモチーフに『奇妙な果実』を作詞作曲し、ビリー・ホリデイの代表的なレパートリーとしてリンチ殺人事件が世に知られることになった。

### NAACPの奮闘

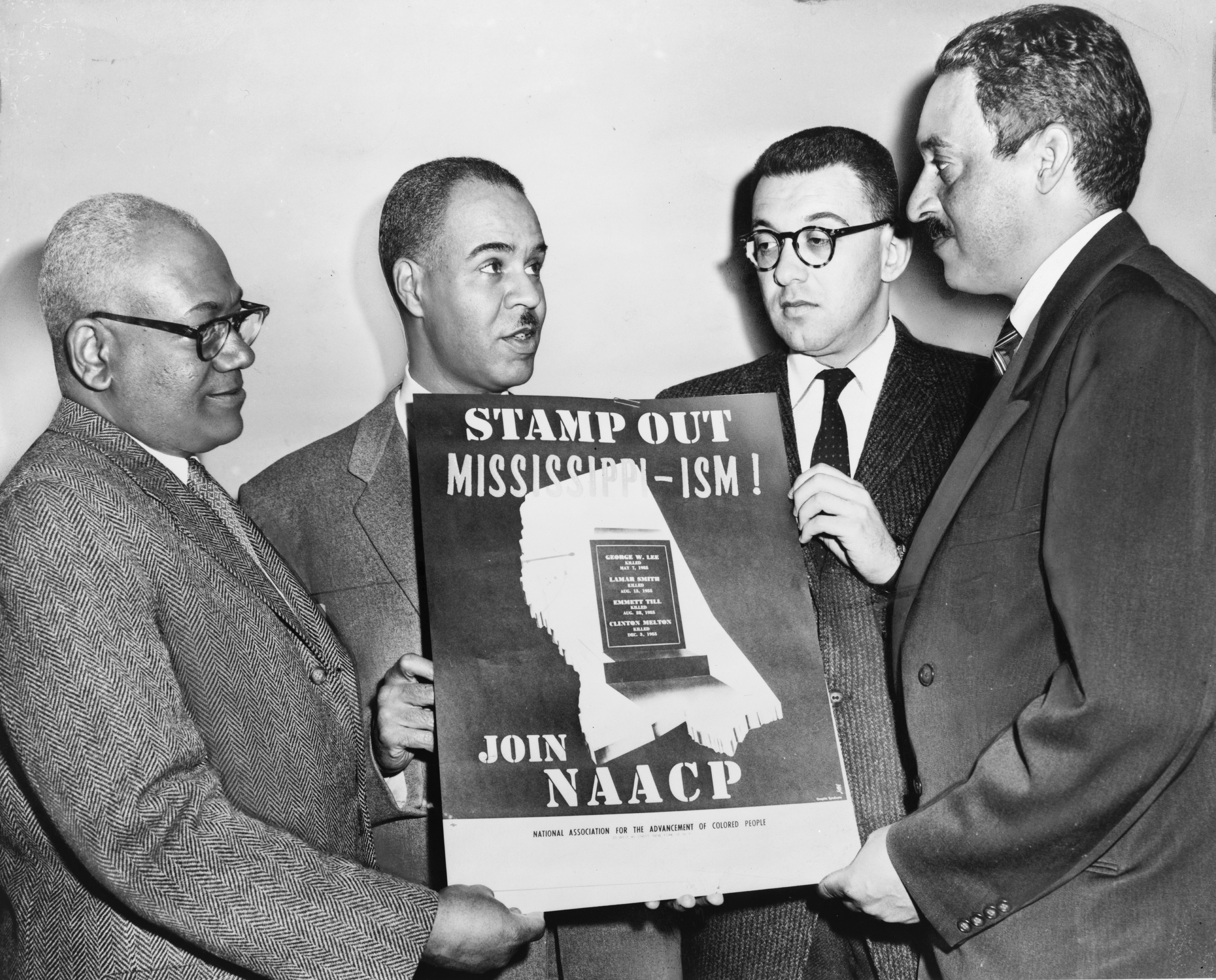
参加を呼びかけるNAACPの幹部

1909年2月12日に、社会学者のW・E・B・デュボイスとアイダ・B・ウェルズらの黒人と白人有志によって設立された「アフリカ系アメリカ人委員会」を前身とし、1910年5月にモアフィールド・ストーリを会長に発足した全米黒人地位向上協会（NAACP）は、設立以降これらの深刻な人種差別に立ち向かった。
黒人のみならず白人の活動家もメンバーに迎えたNAACPによる活動は、次第にアメリカ全土にその裾野を広げて行ったものの、短期間のうちには人種差別法を掲げていた南部諸州のみならず、アメリカ国民の多数を占めていた白人に深く根付いた、白人至上主義をもとにした黒人やインディアン民族、アジア系などの有色人種に対する人種差別意識、そして人種差別法を改めることはできなかった。
しかしNAACPは、その後も地道かつ堅実な運動を通じてアメリカにおける人種差別解消に対する戦いを続けて行き、人種差別の解消に対して大きな影響力を持つ団体となり、現在も活発な活動を続けている。

### 2つの大戦への貢献と続く差別

アメリカ赤十字内に用意された黒人兵士専用の控室（1917年）

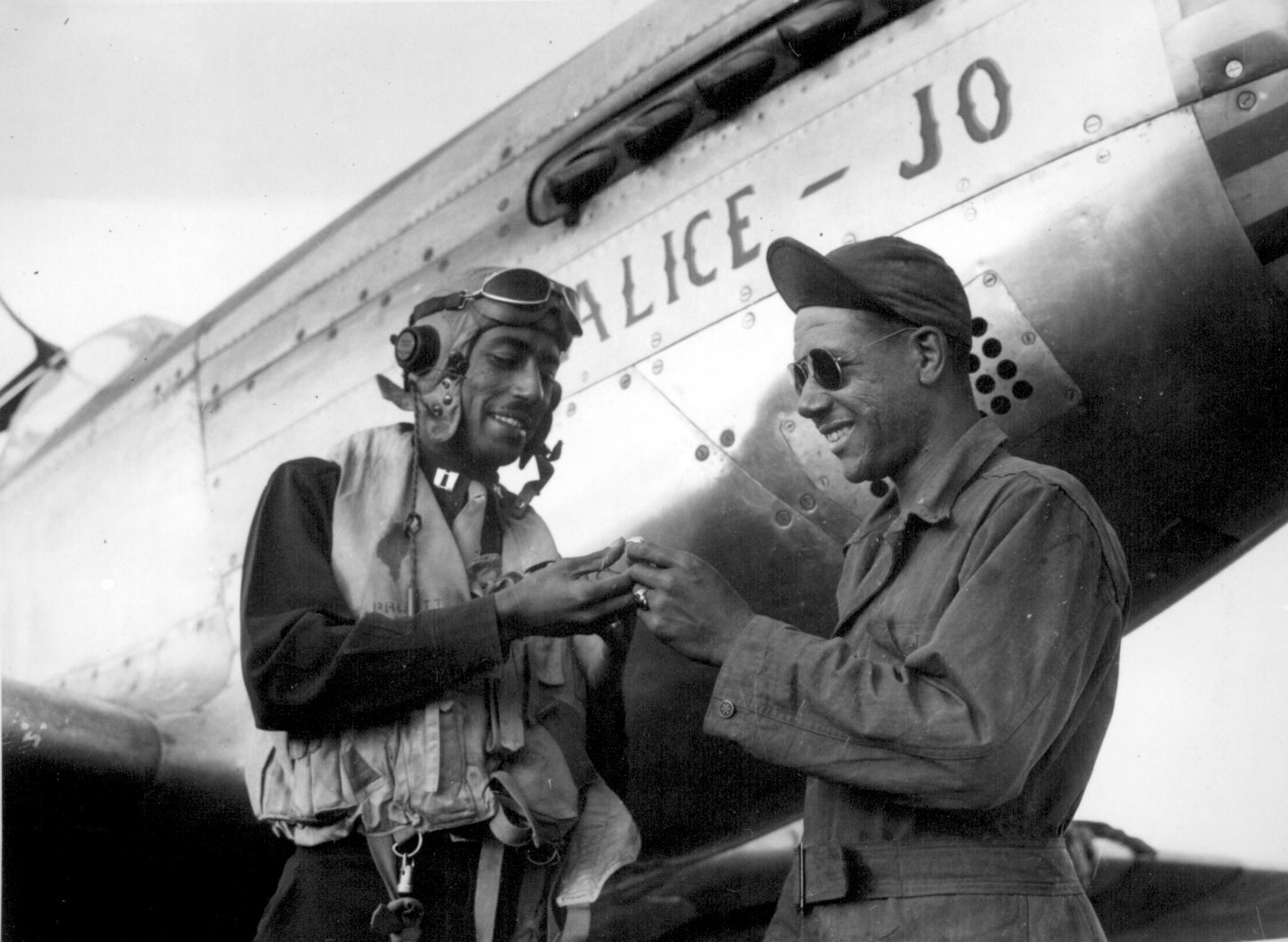
自機の下で語らうエース・パイロットのウェンデル・O・プリューイット陸軍大尉

1917年よりアメリカも連合国の1国として参戦した第一次世界大戦では、陸軍では黒人のみで編成された「黒人部隊」が存在した。海軍でも多くの黒人兵士が軍隊内の人種差別の中で下級兵士として参戦し、アメリカはもちろんのことイギリスや日本、フランス、イタリアなどの連合国の勝利に大きく貢献した。しかし体制に大きな変化はなかった。
その後アメリカが「自由で平等な民主主義の橋頭保」を自称して、1941年12月より連合国の1国として日本やナチス・ドイツ、イタリアなどの枢軸国に参戦した第二次世界大戦においても、黒人兵士が戦線で戦う場合は「黒人部隊」としての参戦しかできなかった上に、海軍航空隊および海兵隊航空隊から黒人は排除されていた。さらに陸海軍においても黒人が佐官以上の階級に任命されることは殆どなかった。ある陸軍の将官が「黒んぼを通常の軍務に就かせたとたんに、全体のレベルが大幅に低下する」と公言した ように、アメリカ軍内には制度的差別だけでなく、根拠のない人種差別的感情も蔓延していた。
これは銃後のアメリカ国内も同様で、「アメリカが戦争に勝っても人種差別が解消されない」、「有色人種国で、かつ第一次世界大戦後に行われたパリ講和会議で人種差別の解消を訴えた日本が勝利したら黒人の待遇が改善する」と考える多くの黒人に対する戦意高揚活動を行い、黒人向けに黒人将兵による活躍を描いたプロパガンダ映画を製作する傍ら、軍当局は他のプロパガンダ映画において黒人兵士や士官を映さないように指示するなど、政府や軍による差別的な扱いは続いた。
その上に、第二次世界大戦におけるアメリカの同盟国で、連合国の1国であったものの、「白豪主義」と呼ばれるように伝統的に白人至上主義傾向が根強いオーストラリアは、当初アメリカ軍の黒人兵の自国への上陸を拒否するなど、黒人兵はアメリカ軍内のみならず一部の人種差別的な同盟国からも差別的な待遇を受けることとなった。
この様な状況下にあったものの、第二次世界大戦にアメリカが参戦する直前の1941年8月には、アフリカ系アメリカ人最初の将官として、ベンジャミン・デービス・シニア陸軍准将が任命された ほか、多数の黒人兵が第二次世界大戦に参戦し、ヨーロッパ戦線を中心にドイツやイタリアなどの枢軸国軍との戦闘で多数の犠牲を出し、連合国軍の勝利に大きな貢献をした。
大戦後期には、陸軍航空隊で黒人の戦闘機パイロットを中心とした332部隊が登場し、ドイツ空軍との戦いの中でウェンデル・O・プリューイット大尉やロスコー・C・ブラウン大尉、チャールズ・マクギー大尉やリー・アーチャー中尉など、複数のエース・パイロットを生むなど大活躍した。さらに第二次世界大戦終結後には、日本やドイツ、イタリアなどの占領任務にも多くの黒人兵士が参加した。

### 解消されない差別

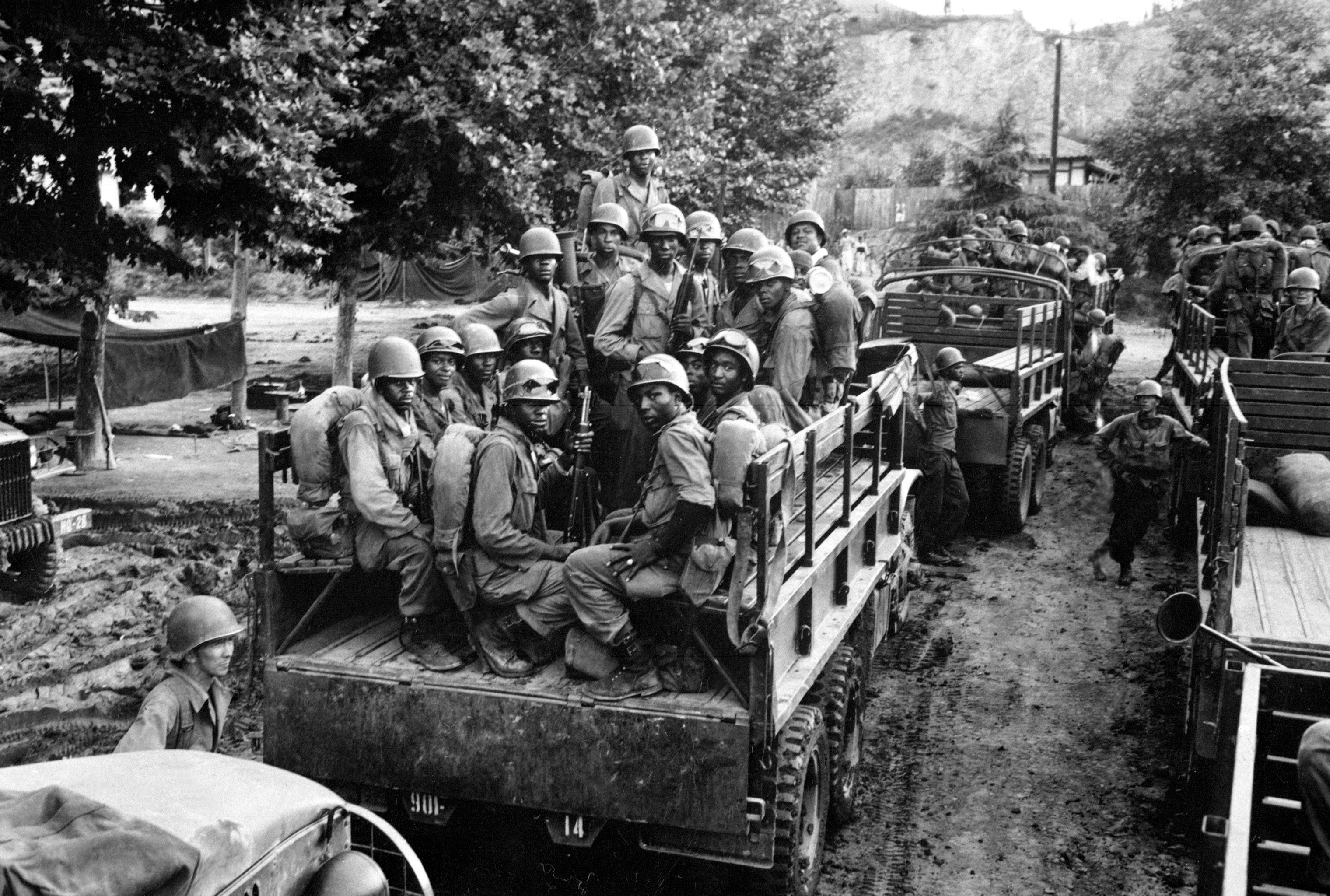
朝鮮戦争に参戦する黒人部隊の兵士

1948年7月28日には、民主党員で人種差別主義者団体のクー・クラックス・クランへの加入歴もあるハリー・S・トルーマン大統領によってようやく軍隊内での人種「隔離」を禁止する大統領令が発令され、軍内部の人種差別が撤廃された。また、トルーマンは、アフリカ系アメリカ人を連邦職員に任命した。
さらにトルーマンは議会で様々な公民権計画を提唱したが、これらは、南部の民主党議員、及び共和党議員によって次々と却下されてしまった他、同時期に朝鮮戦争が勃発し、トルーマンは冷戦下で外交政策に没頭せざるを得なくなった為、公民権運動は最盛期ほど活発化することはなかった。なおアフリカ系アメリカ人兵士の多くが朝鮮戦争にも参戦し、朝鮮半島で戦ったほか前線基地のある日本にも多数が駐留している。
こうした大統領の公民権運動の支持によって、わずかだが人種差別は以前より解消されたものの社会ではまだ依然として差別が残っており、公民権運動が本格的に動き出すのは1950年代半ばまで待たなければならなかった。

## 公民権運動の勃興

### モンゴメリー・バス・ボイコット

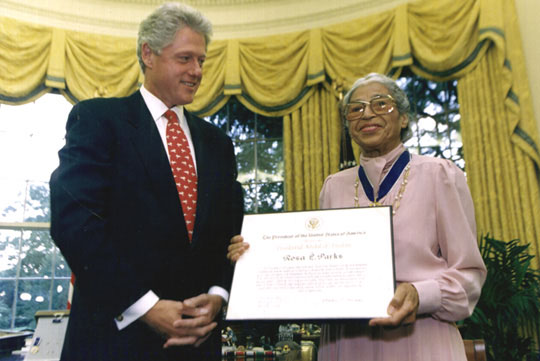
ビル・クリントン大統領と会見するローザ・パークス

この様な状況下で、1955年12月1日にアラバマ州モンゴメリーで、黒人女性のローザ・パークスが公営バスの「黒人専用席」に座っていたにもかかわらず席のない白人が席を譲るように促したが譲らなかったため運転手に譲るように言ってくれと頼み、白人の運転手のジェイムズ・ブレイクが白人客に席を譲るよう命じたが、パークスがこれを拒否したため、「人種分離法」違反で警察官に逮捕され投獄、後にモンゴメリー市役所内の州簡易裁判所で罰金刑を宣告される事件が起きた。
この事件に抗議して、マーティン・ルーサー・キング牧師らがモンゴメリー市民に対して、1年にわたるバス・ボイコットを呼びかける運動を展開した。この呼びかけに対して、黒人のみならず運動の意義に共感する他の有色人種、さらには白人までもがボイコットに参加し、後にこの運動は「モンゴメリー・バス・ボイコット」と呼ばれることとなる。
この運動は全米に大きな反響を呼び、1956年には、合衆国最高裁判所が「バス車内における人種分離（＝白人専用および優先座席設定）」を違憲とする判決を出すと、アラバマ州をはじめとする南部諸州各地で黒人の反人種差別運動が盛り上がりを見せた。

### 運動の形態

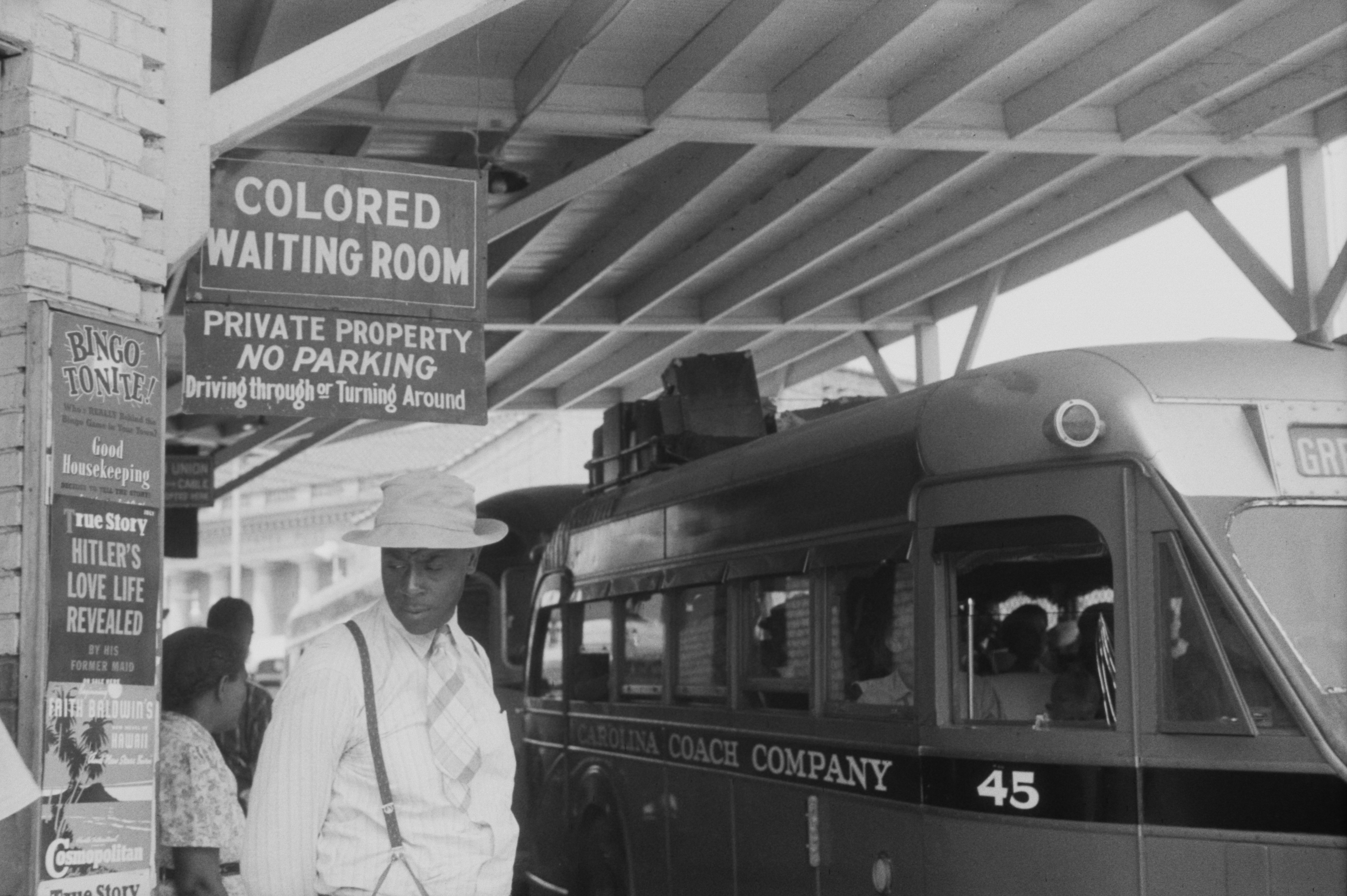
「有色人種専用待合室（COLORED WAITING ROOM）」と書かれたバス停の看板

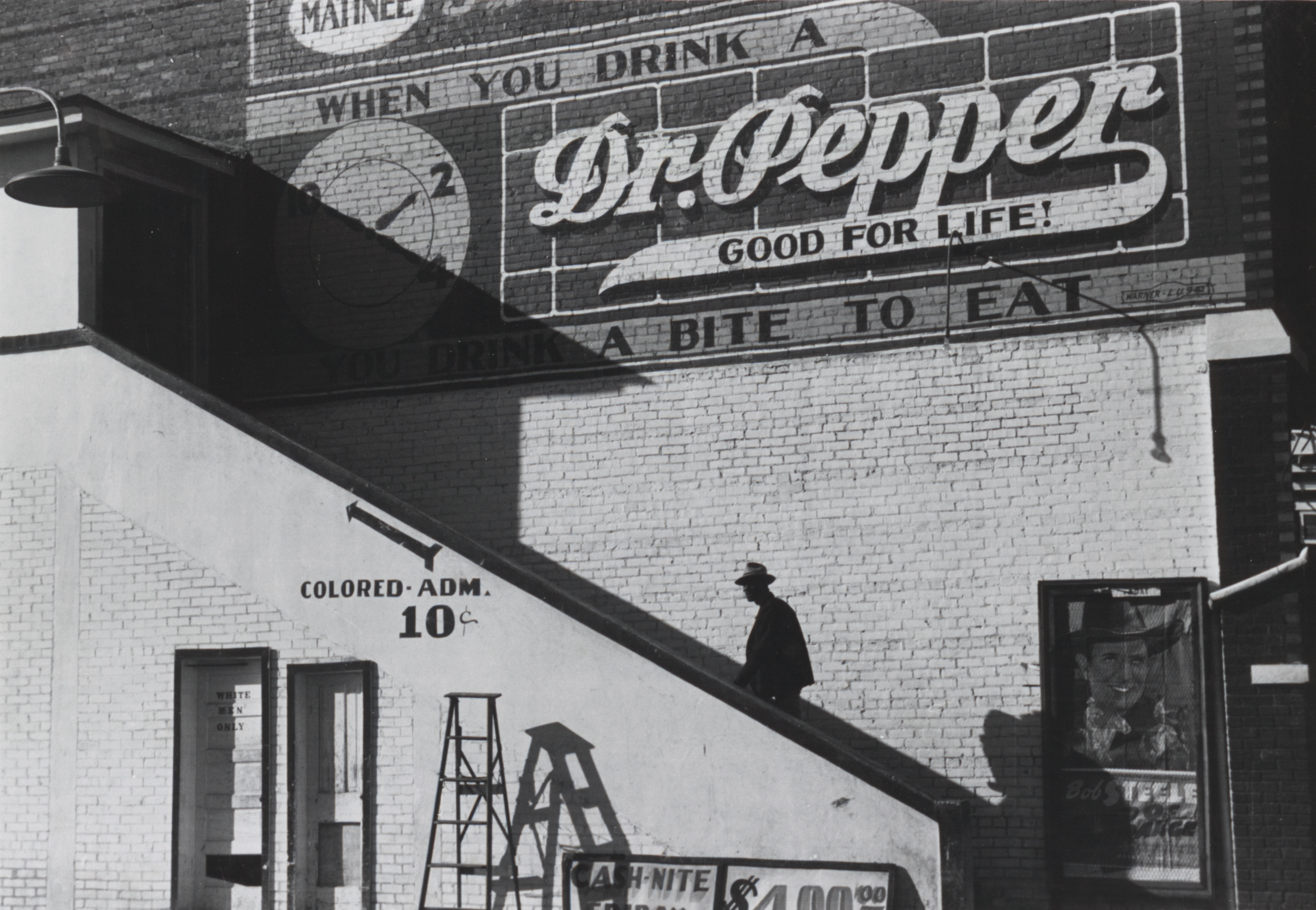
ミシシッピ州の映画館の「有色人種専用入口」

これらの反人種差別運動は、アメリカにおいてこれまで「人種分離法」の下で人種分離、および人種差別を受け続けていた黒人をはじめとする有色人種が、アメリカ合衆国市民（公民）として法律上平等な地位を獲得することを目的としていたので、「公民権運動（Civil Rights Movement）」と呼ばれるようになった。
運動においてはキング牧師らを中心とした黒人の聖職者が著名な指導者となったが、数多くの組織やアメリカインディアンや日系アメリカ人などの他の有色人種や白人を含む個人が参加して行われたもので、運動の形態も、訴訟や街頭でのデモから、人種別の席などを設けている南部ののみならず全米の施設に対するボイコット、さらに「シット・イン」と呼ばれた、レストランの白人専用席での座り込みに至るまで多岐に渡った。
1957年6月23日、ノースカロライナ州ダーラムのロイヤル・アイス・クリーム・パーラーで女性3名と男性4名の『ロイヤル・セブン』による人種差別への抗議行動の「シット・イン」が行なわれたが、不法侵入として逮捕された。彼らの功績はノースカロライナ州ダーラムの町の歴史的シンボルとして称えられている。
「シット・イン」は、その後15都市で5万人が参加する大規模なものとなり、その後、このような非暴力的手段による抗議活動に賛同した一般市民による、有色人種の入場を拒否していたり、人種別の出入り口や人種別の席などを設けている図書館やスケート場、プールや海水浴場など対する同様の座り込みやボイコットが広く行われるようになった。
「シット・イン」をはじめとする、人種差別とそれを正当化する「人種分離法」への抗議活動の多くは、上記のように非暴力的な手段を用いて行われたものの、これに対して多くの州における警察当局は「治安維持」を理由にデモ隊を過酷に弾圧するなどしたため、これに反発した黒人らによる大規模な暴動に発展することもしばしばであった。
しかし、これらの非暴力的な運動に対する弾圧や暴動は内世界各国のマスコミで大きく報じられ、アメリカにおける人種差別の酷さと、それに非暴力的手段を用いることで抵抗の意思を示し、事態を改善しようとする黒人たちの姿を浮かび上がらせた。

### リトルロック高校事件

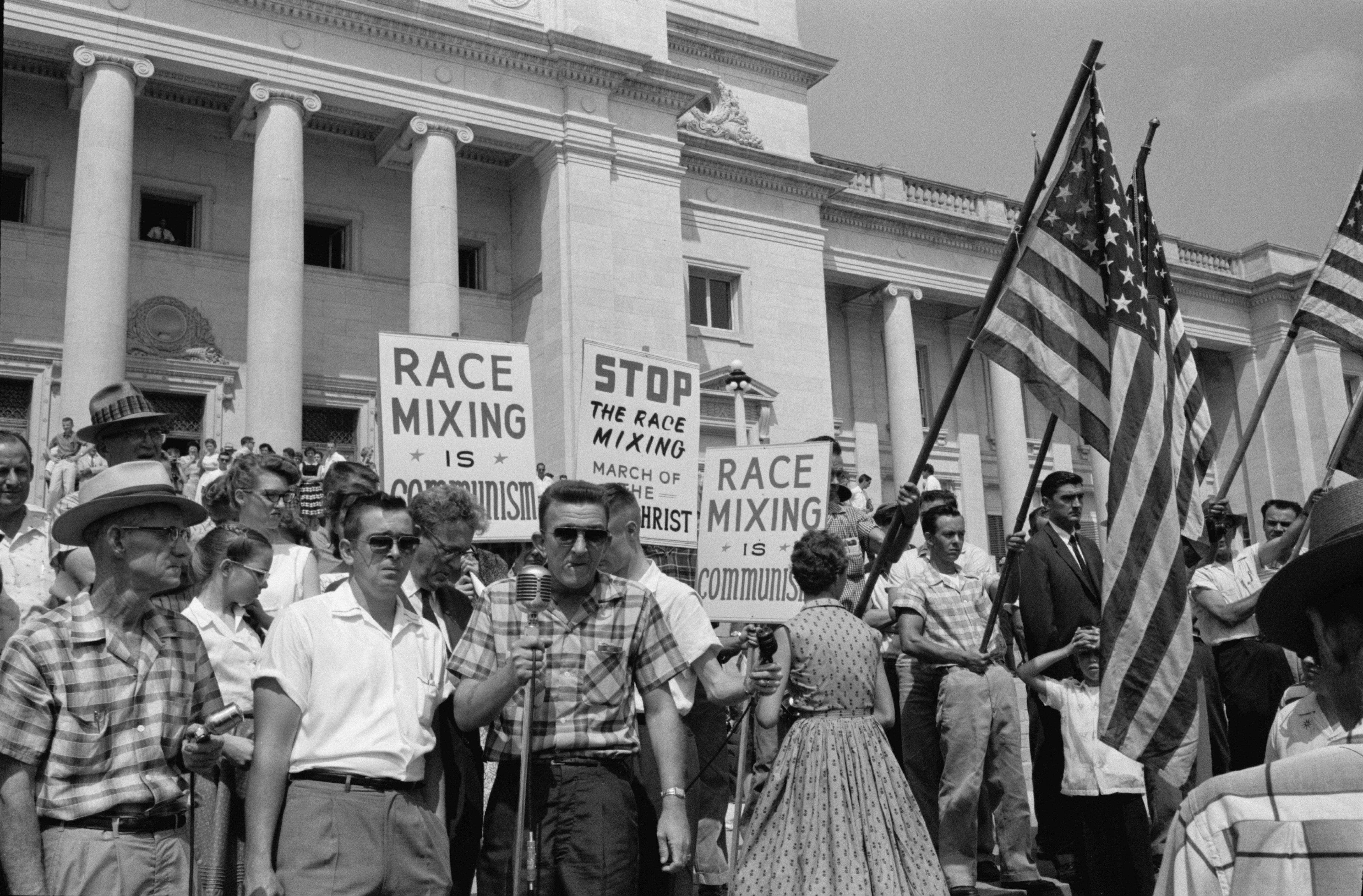
黒人生徒の入学に反対し学校を封鎖する白人たち。プラカードには「人種混合は共産主義だ」「反キリストの人種混合行進を止めよう」と書かれている

ローザ・パークス逮捕事件と「モンゴメリー・バス・ボイコット」に先立つ1954年には、公立学校における人種隔離を違憲としたブラウン対教育委員会裁判判決が最高裁において下され、これ以降、全米の学校において長年行われていた人種隔離が廃止されていくこととなった。
しかし、人種差別的な風潮が色濃く残る南部や中西部の各州においては、州政府により人種隔離への対応はまちまちであった。1957年には、ブラウン対教育委員会裁判判決以降も白人しか入学させていなかった、アーカンソー州では州立リトルロック・セントラル高等学校への9人の黒人学生の入学を、再選のための白人票稼ぎを目論んだ白人至上主義者のオーヴァル・フォーバス州知事が拒否し、「白人過激派による襲撃事件が起きるという情報があるので学校を閉鎖する」という理由をつけて州兵を召集し学校を閉鎖し、黒人学生の入学を妨害するという事件が起きた。
公民権運動が全米規模で盛り上がりを見せる中に発生したこの事件に対して、反人種差別運動家だけでなく、白人が多くを占めるアメリカ国内の世論、そして連邦政府も反発を見せた。
ドワイト・D・アイゼンハワー大統領はフォーバス州知事に事態の収拾を図るよう命令したが、この命令が無視されたため、急遽アイゼンハワー大統領はアメリカ陸軍の第101空挺師団を派遣し、入学する黒人学生を護衛させた。その後9人の黒人学生は無事に入学したが、白人学生からの執拗ないじめに遭うことになった。

### 差別的なケネディ政権とバーミングハム運動
1961年に発足した民主党のジョン・F・ケネディ大統領とリンドン・ジョンソン副大統領は、公民権運動には比較的リベラルな対応を見せ多くの黒人票を獲得して大統領になったが、最初の2年は外交に没頭し公民権運動を事実上無視した。
またケネディ大統領は言論こそ巧みだが、自分の結婚式でサミー・デイヴィス・Jr.夫妻をはじめとする黒人と白人の夫婦の出席を拒否したり、閣僚他スタッフに有色人種がいないほか、個人的な友人に黒人や黄色人種が皆無など、あからさまに人種差別的な面を批判された。
しかし1963年にアラバマ州バーミングハムで起きた「バーミングハム運動」で、運動で繰り広げられた暴力的なシーンには世界から抗議の声が上がり、連邦政府の介入を引き起こした。またケネディ政権は翌年に中間選挙を迎えたことから、黒人票を獲得すべく、運南部諸州の人種隔離各法、いわゆる「ジム・クロウ法」を禁止する法案を次々に成立させた。

### ワシントン大行進

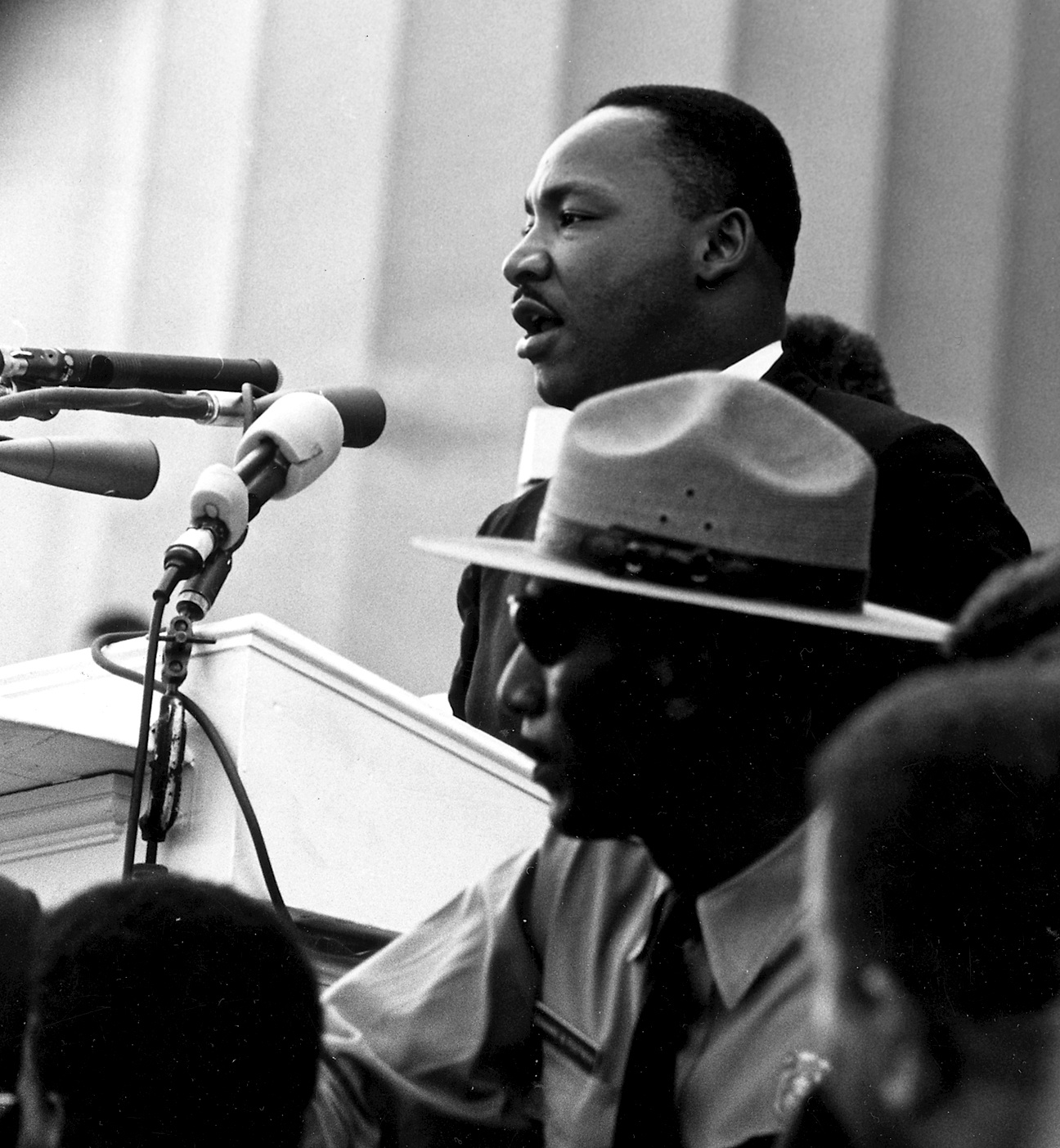
ワシントン大行進で「I Have a Dream」で知られる演説を行うキング牧師

これらの1950年代から1960年代にかけて起こった白人による人種差別を元にした事件と、それに対する白人を含む世論の反発や多くの政治家による支援は、これまで孤独な戦いを強いられていた多くの公民権運動家を力づけた。
そして公民権運動はキング牧師らの呼びかけに応じて、人種差別や人種隔離の撤廃を求める20万人以上の参加者を集めた1963年8月28日のワシントンD.C.における「ワシントン大行進」で最高潮に達した。
この「ワシントン大行進」には、民主党のケネディ大統領やリンドン・ジョンソン副大統領の参加こそなかったが、キング牧師やその理念に賛同するアメリカ国内の各団体のみならず、公民権運動に協力するシドニー・ポワチエやマーロン・ブランド、ハリー・ベラフォンテやチャールトン・ヘストン、ジョセフィン・ベーカーやボブ・ディランなどの様々な人種の世界的スターも数多く参加するなど、アメリカ国内のみならず世界各国から注目を浴び、その模様は世界各国に報じられた。
この時、キング牧師がワシントン記念塔広場で行った「I Have a Dream」の演説は、アメリカの歴史に残るものとして有名であるだけでなく、未だに多くの地域がイギリスやフランス、オランダなどの白人諸国の植民地統治下に置かれていたアフリカやアジアにおける独立運動や、南アフリカなどにおける人種差別解消運動に大きな影響を与えた。

## 公民権法制定

### 法制定へ

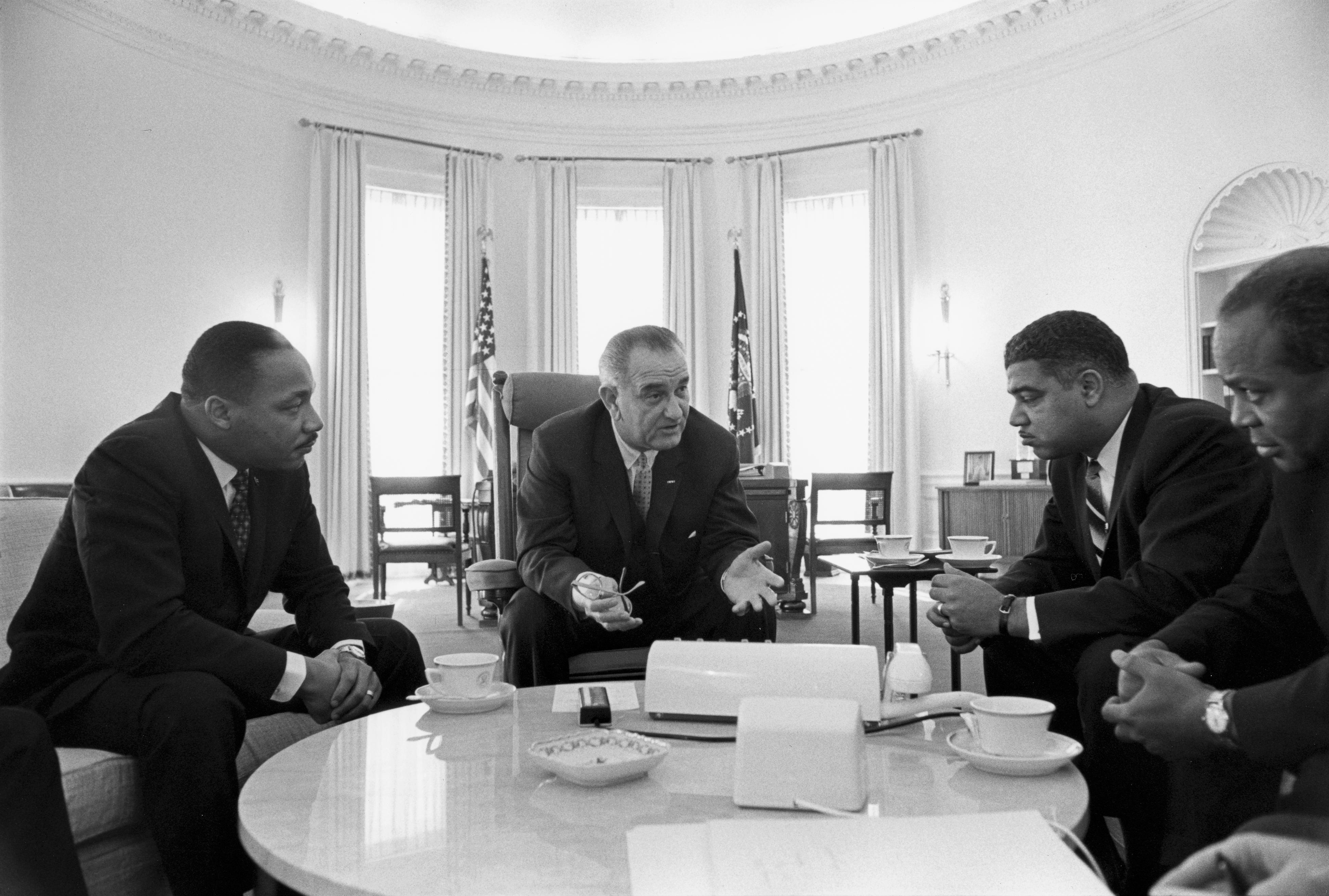
ホワイトハウスにてキング牧師などの公民権運動のリーダーと話すリンドン・ジョンソン大統領（1964年）

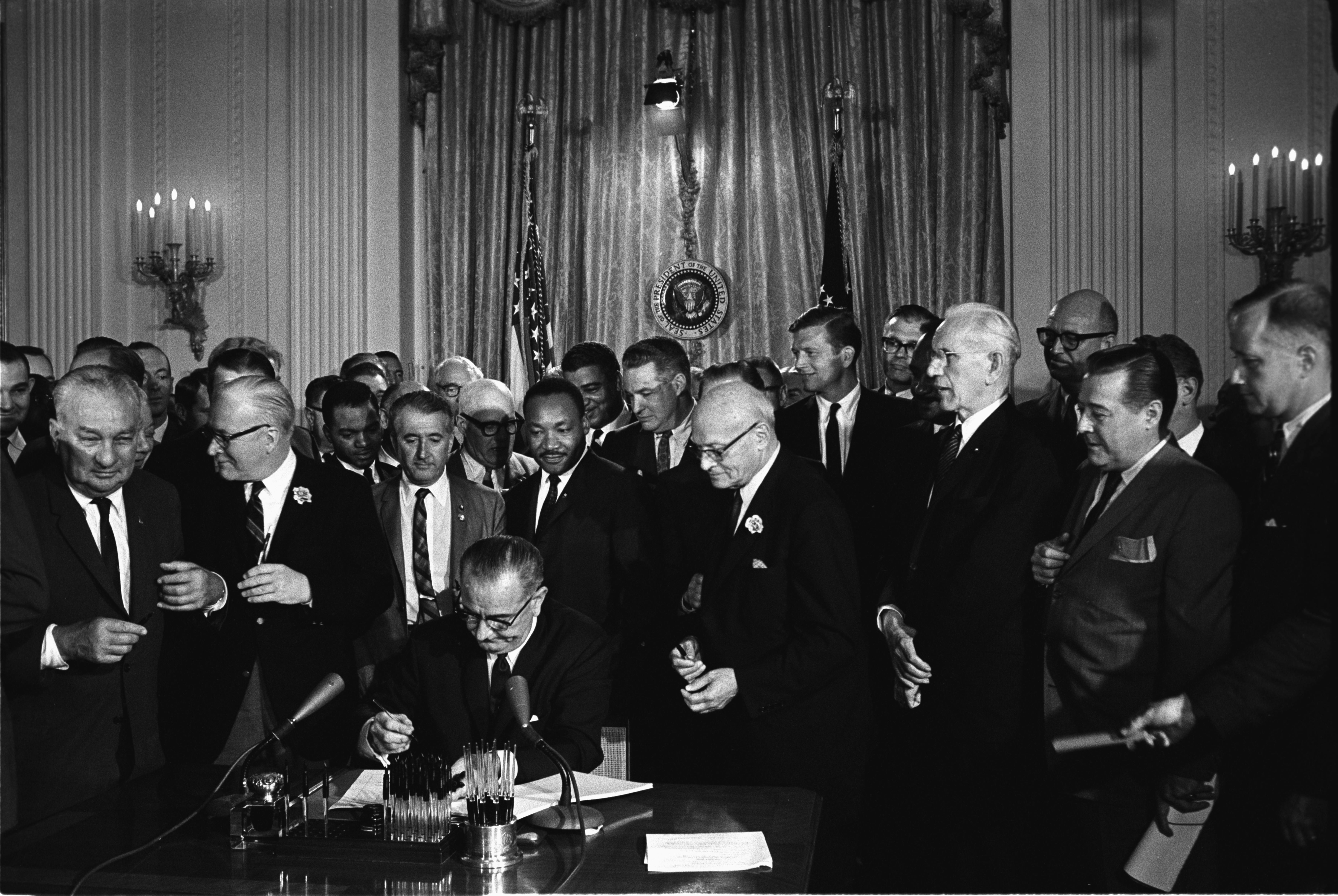
公民権法に署名するジョンソン大統領。後列中央はキング牧師

ケネディは1963年11月にダラスで凶弾に倒れ（ケネディ大統領暗殺事件）、直後にジョンソン副大統領が大統領に就任した。
11月に大統領に就任したジョンソンは、南部のテキサス州を地盤に持つ「保守派」として知られたものの、根が人種差別的なケネディとは違い、大統領就任以前から人種差別に対して否定的であり、公民権運動に強い理解を示し公民権法の制定に積極的であった。
実際にジョンソンは大統領に就任すると、これまでの上院議員としての長い政治生活、特に院内総務として培われて来た議会への影響力を最大限に働かせ、公民権法の成立に向けてキング牧師などの公民権運動の指導者らと協議を重ねる傍ら、保守（「人種差別主義」という意味での）議員の反対に対して粘り強く議会懐柔策を進めた。
ジョンソン大統領による精力的な働きかけの結果、世論の高まりもあり議会も全面的に公民権法の制定に向け動き、1964年7月2日に公民権法（Civil Rights Act）が制定され、長年アメリカで根付いた法の上での人種差別は、ついに終わりを告げた。
また、ジョンソン大統領は11月に行われた大統領選挙で50州のうち44州とコロンビア特別区を制し、4,312万7,041票を獲得して一般投票が初めてアメリカ全体に広げられた1824年以降最大の得票率61.1％を獲得し、538人の大統領選挙人の内486人の支持を得て圧勝した。

### 法制定後の変化
その後ジョンソン政権下では積極的に政府が後押しすることで黒人の社会的、経済的地位を向上させるために、役所や企業、大学に黒人を優先的に（もしくは白人と同数）採用することを義務付けるアファーマティブ・アクション政策が取られた。なお1960年からアメリカが本格参入したベトナム戦争では、アメリカの軍隊史上初めて「黒人部隊」が編成されず、黒人が士官として配属され、多くの黒人の士官が白人の下級兵士に対して指揮を執ることとなった。
公民権運動に対する多大な貢献が評価され、「アメリカ合衆国における人種偏見を終わらせるための非暴力抵抗運動」を理由に、キング牧師に対し1964年度のノーベル平和賞が授与されることになった（受賞は12月10日）。これは史上最年少の受賞であり、黒人としては3人目の受賞である（1人目はアメリカ出身のラルフ・バンチ、2人目は南アフリカのアルバート・ルツーリである）。キング牧師は「受賞は全てのアフリカ系アメリカ人のものだ」とコメントした。

### 終わらぬ差別感情

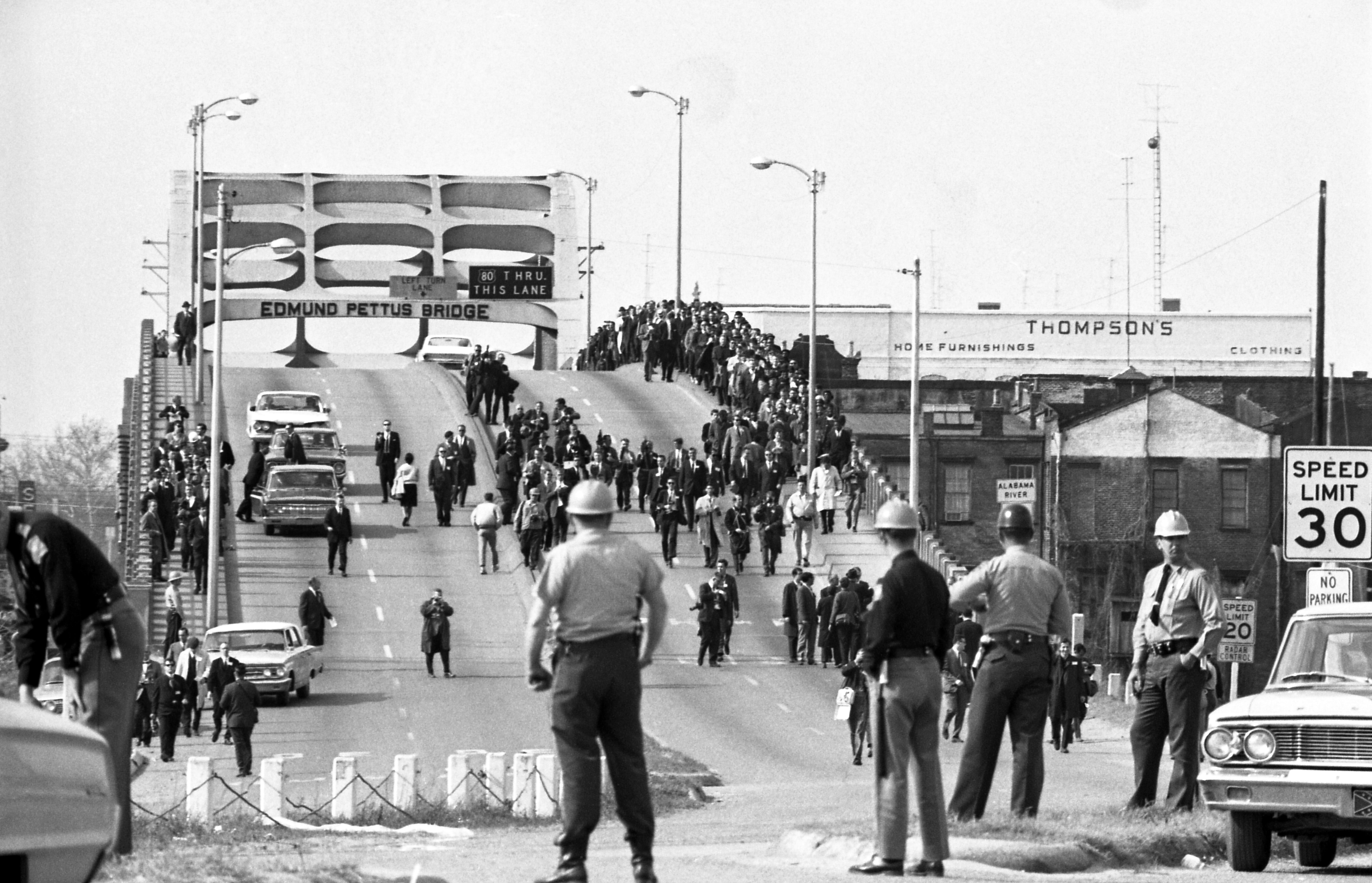
エドマンド・ペッタス橋でデモ隊を待ちかまえる警官達。
（写真は1965年3月7日）

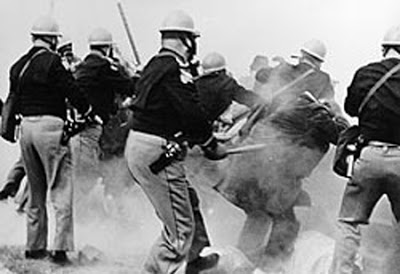
「血の日曜日事件」にてデモ隊を襲う白人警官

しかし、アメリカ国内における一部の白人による有色人種への人種差別感情はその後も収まらず、公民権法制定後の1965年3月7日には、アラバマ州セルマで「血の日曜日事件」と呼ばれる、白人警察官による黒人を中心とした公民権運動家へ対する暴力事件が発生した。さらに、人種差別感情が強い南部を中心に、公民権法の制定や人種差別の解消に抵抗するクー・クラックス・クランなどの白人至上主義団体による黒人に対するリンチや暴行、黒人の営む商店や店舗、住居への放火、またそれらに対する白人警察官による取り締まりの放棄なども継続的に起きていた。
一方、黒人による反人種差別運動の一部勢力は、公民権法制定以降もなくならない人種差別への悲観と、1968年4月4日のキング牧師の暗殺による指導者の不在、そしてベトナム戦争下で混乱する国内情勢の影響を受けて、非暴力主義を貫いたキング牧師が代表する平和的・合法的な反差別運動から、暴力などの非合法的な手段を用いることを否定しない過激な運動（1965年に暗殺されたマルコムXの影響が強いとされる）が大きく支持を受けるなど変化していく。
キング牧師の暗殺直後には、ロサンゼルスやセントルイスなど、大都市圏を含む全米125の都市で一斉に暴動が発生した。これに対してジェームス・ブラウンなどの多くの黒人スターや公民権運動の指導者らは暴動を鎮静化させるべく動いたものの、これに対してトリニダード・トバゴ生まれのストークリー・カーマイケル率いる急進派の学生非暴力調整委員会（SNCC）や、冷戦下においてアメリカと思想的に敵対していた共産主義や毛沢東主義などの影響を受け、都市部のゲットーにおける自衛闘争の開始を主張したブラックパンサー党、黒人による独立国の樹立を目指した新アフリカ共和国（Republic of New Africa）といった過激派の政党が現れ闘争を継続した。
ブラックパンサー党の党員数は1968年には5000人以上に達し、全米に40の支部が置かれ、機関紙「ザ・ブラック・パンサー」は40万部以上が発行されるなど、一部の黒人からの熱狂的な支持を受けたものの、メンバーが複数の警官射殺事件を起こした上に、政府機関のビル爆破計画の発覚や共産主義との結びつき、リチャード・ニクソン大統領の暗殺を示唆するなどの過激な手法、主張が継続的かつ広範な支持を受けることはなく、ベトナム戦争が終結した1970年代中頃になって運動は沈静化した。

## 評価

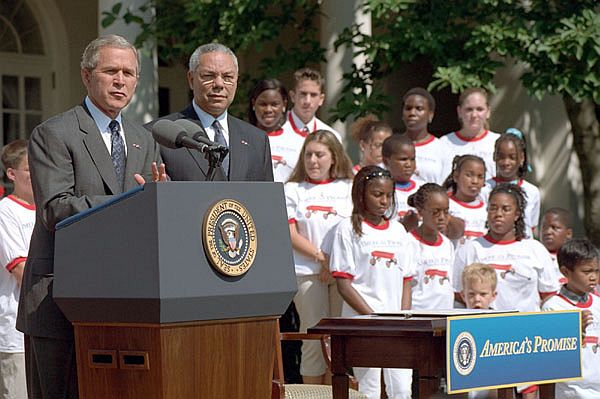
パウエル国務長官（右）とブッシュ大統領

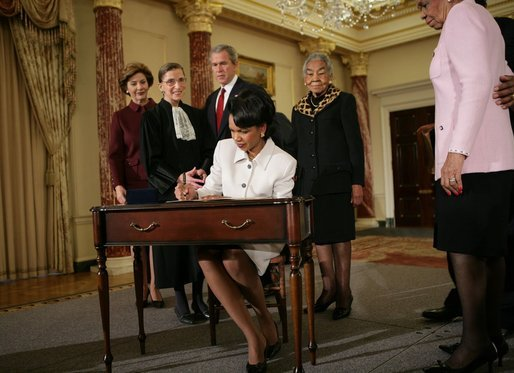
ライス国務長官（中央）とブッシュ大統領夫妻ら

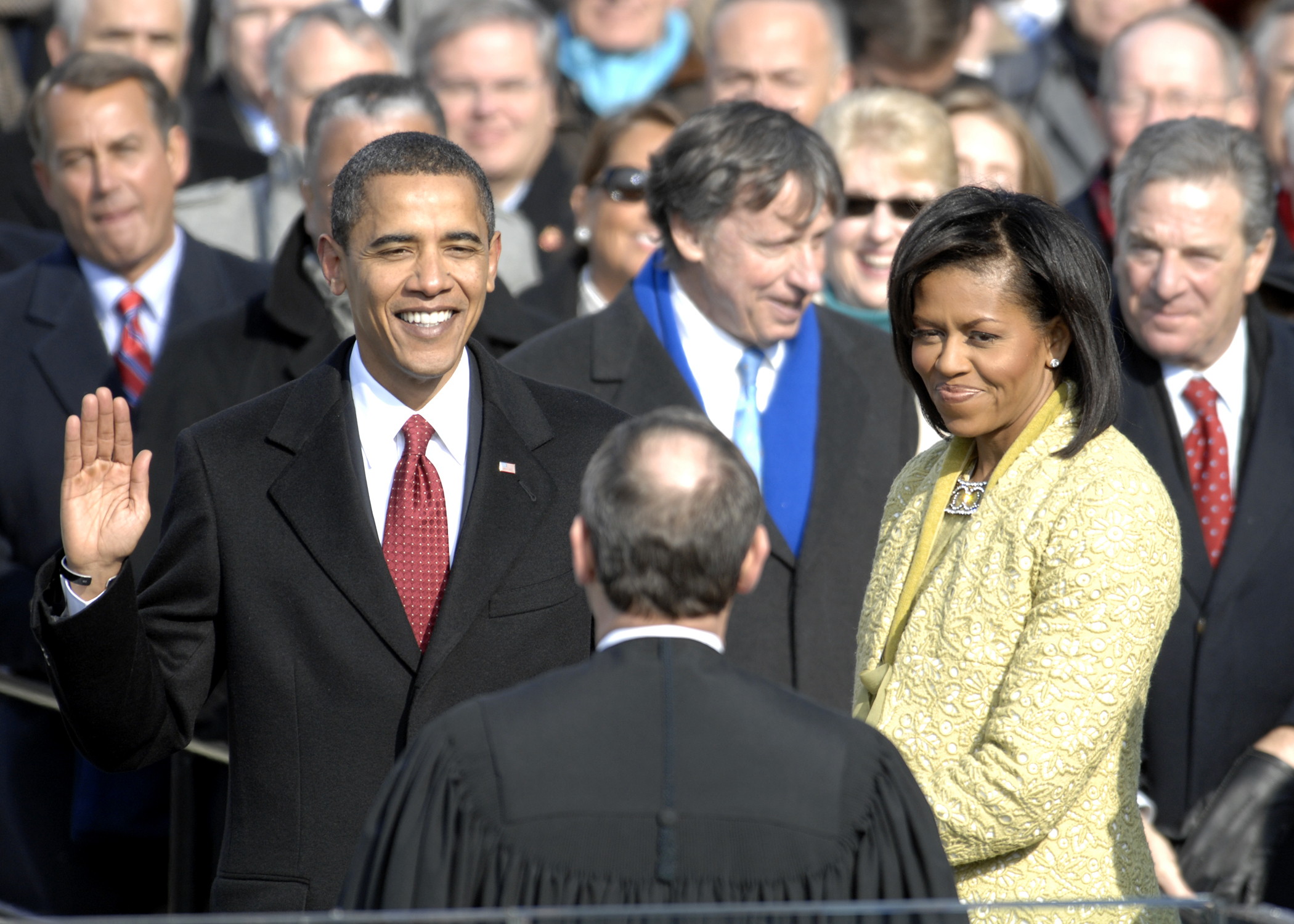
大統領就任宣誓するオバマ

公民権法の制定から50年以上が経ち、アファーマティブ・アクション政策の導入によって、有色人種に対する社会進出の阻害が是正され、経済界や法曹界のリーダー的存在につくアフリカ系アメリカ人をはじめとする有色人種が増加したほか、ポリティカル・コレクトネスの浸透による反人種差別の啓蒙が進んだ。
1984年アメリカ合衆国大統領選挙と1988年アメリカ合衆国大統領選挙では、ジェシー・ジャクソンが民主党の大統領候補の指名を得るための予備選挙に立候補し、1984年の選挙時にはウォルター・モンデールとゲーリー・ハートに次ぐ3位の得票数を得た他、1989年にはアフリカ系アメリカ人（ジャマイカからの移民の子孫）のコリン・パウエルがジョージ・H・W・ブッシュ政権下でアメリカ軍のトップである統合参謀本部議長に就任し、その後2001年にジョージ・W・ブッシュ政権下で国務長官に就任した。また、同年に国家安全保障問題担当大統領補佐官に就任したコンドリーザ・ライスが、2005年にジョージ・W・ブッシュ2期目の政権下でアフリカ系の女性で初の国務長官に就任した。
2008年アメリカ合衆国大統領選挙で、さらに同じくアフリカ系の血を引いたバラク・オバマ（父親がケニア人、母親が白人）が民主党候補となり、白人の共和党の対立候補に大きな差をつけて勝利し2009年1月に大統領に就任した。オバマは2012年大統領選挙で再選し、2017年1月まで2期8年務めた。アメリカ史上初の黒人大統領の誕生が示すように、公民権法施行以前に比べて表面的な状況の改善は大きいとされる。しかし、オバマに対して人種差別的発言を行う白人政治家やマスコミ関係者が相次いだほか、それ以外の場でも白人政治家や宗教家、文化人などによる有色人種への人種差別発言が後を絶たないなど、いまだにアメリカ国内において、少数民族であるアフリカ系アメリカ人をはじめとする有色人種に対する、一部の白人による人種差別や人種差別的感情は根強く残っている。
また2013年には、1963年9月に白人至上主義団体のクー・クラックス・クランがアラバマ州バーミングハムで起こした教会爆破（16番街バプテスト教会爆破事件）により、犠牲になった黒人の少女4人に、議会名誉黄金勲章が追贈される事が決まった。事件の経緯はスパイク・リー監督が「4 Little Girls」（日本未公開）で映画化している。
現在も、全米各地で人種差別感情を元にした、白人によるアフリカ系アメリカ人をはじめとする有色人種（ヒスパニックやアラブ系、ユダヤ系やアジア系、ネイティブアメリカンなど）に対する暴力事件や冤罪事件、人種差別的な扱いは数多く起こっており、1990年代に至っても「ロドニー・キング事件」のようなヘイトクライム事件が起きている他、21世紀に入ってもクー・クラックス・クランなどの白人至上主義団体が南部を中心に各地で活動を続けている。

また、2010年代に入るとこれらへの抵抗のための積極行動主義の運動である「ブラック・ライヴズ・マター」がアフリカ系アメリカ人を中心に展開されるようになっているが、これらのアフリカ系アメリカ人だけを中心にした黒人至上主義的な活動は支持するものも多いが、他民族による反発も強い。
この様な状況に対して、NAACPなどの反人種差別団体は人種差別の解消に向けて戦い続けることを余儀なくされているが、公民権法の施行により法的側面からの人種差別撤廃を前進させた事は、上記のような表面的な状況の改善をはじめとして、アメリカにおける人種差別撤廃において大きな進歩をもたらしたと国内外から高い評価を受けている。なお2020年現在、アメリカの全人口のうちで一番割合が多いのは白人で次いでヒスパニック、その次がアフリカ系アメリカ人で割合は約20パーセントであり、その割合は年々減少している。

## 関連作品
映画・テレビ
- 『ミシシッピー・バーニング』（1988年）
- 『ヘアスプレー』（1988年）
- 『ドライビング Miss デイジー』（1989年）
- 『ロング・ウォーク・ホーム』（1990年）
- 『裁かれた壁 アメリカ・平等への闘い』（1991年）
- 『マルコムX』（1992年）
- 『ゴースト・オブ・ミシシッピー』（1996年）
- 『ザ・ハリケーン』（1999年）
- 『ローザ・パークス物語』（2002年）
- 『父と罪 重き告発』（2002年）
- 『ヘルプ 〜心がつなぐストーリー〜』（2011年）
- 『大統領の執事の涙』（2013年）
- 『グローリー/明日への行進』（2014年）
- 『私はあなたのニグロではない』（2016年）
- 『オール・ザ・ウェイ JFKを継いだ男』（2016年）
- 『ティル』（2022年）
- 『ラスティン: ワシントンの「あの日」を作った男』（2023年）

音楽
- 「勝利を我等に」
- 「奇妙な果実」（ビリー・ホリデイ）
- 「ア・チェンジ・イズ・ゴナ・カム」（サム・クック）
- 「オックスフォード・タウン」（ボブ・ディラン）
- 「しがない歩兵」（ボブ・ディラン）
- 「ザ・デス・オブ・エメット・ティル」（ボブ・ディラン）
- 「ウィアー・ア・ウィナー」（インプレッションズ）
- 「アブラハム、マーティン・アンド・ジョン」（ディオン）
- 「トゥー・ビー・ヤング・ギフティッド・アンド・ブラック」（ニーナ・シモン）
- 「明日への願い」（エルヴィス・プレスリー）
- 「プライド」（U2）
- 「グローリー」（コモンとジョン・レジェンド）

小説
- 『少年時代』（1991年）